# Pablo Hoffmann Yáñez
Pablo Enrique Hilarión Hoffmann Yáñez (El Almendral, Valparaíso, Chile, 7 de septiembre de 1944) (81 años), es un dirigente de fútbol chileno. Desde el 2006 que es parte del directorio del Club Deportivo O'Higgins en un principio como Gerente General, el 2 de julio fue nombrado como presidente del club rancagüino, luego de que Ricardo Abumohor dejara el cargo de 16 años en la tienda celeste.

## Biografía
Nació en Valparaíso, hijo de Arturo Hoffmann Marshall y Raquel Yáñez Echaurren, egreso del Sexto F de Humanidades el año 1963 del Internado Nacional Barros Arana. Fue Gerente General de la Asociación Nacional de Fútbol Profesional (ANFP) durante la Presidencia de Ricardo Abumohor desde los años 1993 hasta 2002 cuando fue cesado por en ese entonces presidente de la asociación Reinaldo Sánchez, luego de esto fue dirigente en Cobresal hasta el año 2005.
En 2006 la familia Abumohor compró el Club Deportivo O'Higgins y lo llevó para que fuese parte del directorio. Al año siguiente, Ricardo Abumohor asumió como presidente de O'Higgins. Bajo su gestión como gerente, el club disputó la final del Torneo Apertura 2012 y logró por primera vez el campeonato en el Torneo Apertura 2013, además de la Supercopa de Chile.
En 2014 fue suspendido de sus funciones en O'Higgins ya que pidió al Consejo de Presidentes de la ANFP cambiar la reglamentación para suspender a Palestino por utilizar en su camiseta el mapa de la nación Palestina, desde el club señalaron lo siguiente:"No pretendió atacarlos y se limitó sólo al aspecto reglamentario, sin medir las lamentables consecuencias que eventualmente pudiera generar", finalmente volvió al consejo a fines de año.
Desde julio de 2021 que es el actual presidente del club.